# St John’s Beck
Der St John’s Beck ist ein Fluss im Lake District, Cumbria, England. Der St John’s Beck entsteht am nördlichen Ende des Thirlmere als dessen Abfluss. Er fließt in nördlicher Richtung, bis er südwestlich von Threlkeld mit dem River Glenderamackin den River Greta bildet.